# (7931) Kristianpedersen
(7931) Kristianpedersen es un asteroide perteneciente al cinturón de asteroides, región del sistema solar que se encuentra entre las órbitas de Marte y Júpiter, descubierto el 13 de marzo de 1988 por Poul Jensen desde el Observatorio Brorfelde, Holbæk, Dinamarca.

## Designación y nombre
Designado provisionalmente como 1988 EB1. Fue nombrado por el astrofísico danés Kristian Pedersen (nacido en 1966) quien es conocido por sus investigaciones sobre la formación de estrellas, galaxias y cúmulos de galaxias. En 2004 recibió la Medalla de Oro Tycho Brahe como reconocimiento a sus destacadas dotes de divulgación.

## Características orbitales
Kristianpedersen está situado a una distancia media del Sol de 2,432 ua, pudiendo alejarse hasta 2,770 ua y acercarse hasta 2,093 ua. Su excentricidad es 0,139 y la inclinación orbital 3,082 grados. Emplea 1385,16 días en completar una órbita alrededor del Sol.
Pertenece a la familia  de asteroides de (135) Hertha.

## Características físicas
La magnitud absoluta de Kristianpedersen es 14,62. Tiene 3,740 km de diámetro y su albedo se estima en 0,241. 